# Existentialsatz
Ein Existentialsatz (Existenzialsatz) ist eine grammatische Konstruktion, die sich auf die Existenz oder Anwesenheit von etwas bezieht, wie zum Beispiel „Es gibt einen Gott“ und „Es gibt Jungen auf dem Hof“. Die Verwendung solcher Klauseln kann als analog zur prädikatenlogischen Existenzaussage angesehen werden, die im Deutschen oft mit der Wendung "Es gibt (es) ..." ausgedrückt wird.

## Bildungsweise
Verschiedene Sprachen haben unterschiedliche Arten, Existentialsätze zu bilden und zu verwenden. Ein prominentes Beispiel ist das "existential there" des Englischen.
Viele Sprachen bilden Existentialsätze ohne besondere Markierung, indem sie einfach Formen des normalen Kopulaverbs (das Äquivalent zum englischen be und dem deutschen sein) verwenden, wobei das Subjekt den Gegenstand bezeichnet, auf den sich die Existenzaussage bezieht. Zum Beispiel finnische Pihalla on poikia „Es sind Jungs auf dem Hof“.
Einige Sprachen bilden unregelmäßig negierte Existentialsätze; zum Beispiel wird auf Russisch есть ("es gibt/sind") in bejahenden Existenzsätzen (in der Gegenwartsform) verwendet, aber das negative Äquivalent ist нет („es gibt/sind nicht“, auch „nein“).
Im Englischen verwenden Existentialsätze normalerweise eine Expletivkonstruktion mit there, wie in "There are boys in the yard", aber there wird manchmal weggelassen, wenn der Satz mit einem anderen Adverbial beginnt (normalerweise einen Ort bezeichnend), wie in In my room (there) is a large box „In meinem Raum ist/gibt es eine große Kiste“.
Einige Sprachen verwenden andere Verben. Die deutsche Entsprechung von englisch there is ist normalerweise es gibt, im Beispiel There are boys in the yard auch es sind („Es sind Jungs im Garten“).

## Gebrauch
Die Hauptbedeutung von Existentialsätzen besteht darin, die Existenz von etwas oder seine Anwesenheit an einem bestimmten Ort oder zu einer bestimmten Zeit auszudrücken. Zum Beispiel behauptet There is a God bzw. Es gibt Gott die Existenz eines Gottes, aber There is a pen on the desk bzw. Es ist ein Stift auf meinem Schreibtisch die Anwesenheit eines Stifts an einem bestimmten Ort.
Existentialsätze können wie andere Sätze in Bezug auf Tempus, Modus, Aspekt, Illokutionstyp usw. modifiziert werden. Zum Beispiel kann man sagen "There was a God", "There is not a God" ("There is no God"), „Gibt es einen Gott?“, „Es könnte einen Gott geben“, „Er war bestrebt, dass es einen Gott gibt“ usw.